# Hipólito Oliva
Hipólito Oliva fue un marino argentino que sirvió en la armada de su nación a fines del siglo XIX.

## Biografía
Hipólito Oliva nació el 8 de mayo de 1858. Ingresó a la Armada Argentina en 1872 y en 1877 se incorporó a la Escuela Naval, egresando con la segunda promoción de esa institución con el grado de subteniente, siendo entonces autorizado a continuar sus estudios por un año en la Armada Española.
Ya reincorporado a la fuerza naval de su país, fue uno de los fundadores del Centro Naval (4 de mayo de 1882), cuya primera Comisión Directiva integró como vocal.
En 1887 fue puesto al mando del transporte fluvial Río Limay, con el que efectuó cinco viajes por el río Negro uniendo Carmen de Patagones y General Roca, en uno de los cuales transportó a Choele Choel al Regimiento N° 7 de Caballería de Línea de la División Los Andes.
En dichos viajes el Río Limay transportó por cuenta privada mercancías por cuyo flete recaudó $5000.
En 1888, al mando del Río Limay efectuó ocho viajes hasta Choele Choel, transportando suministros destinados a la 2.ª División del Ejército y colaborando con el tendido de la línea telegráfica militar al Territorio Nacional del Chubut.
Ese mismo año se constituyó la Junta Superior de Marina, presidida por el ministro de Guerra y Marina, la cual concentraba las funciones de la antigua Junta de Inspección (controlar el aprovisionamiento, adquisiciones, conservación de los buques, inspeccionar los buques controlando navegabilidad, personal, víveres, combustible y armamento) y la facultad de redactar o modificar leyes y reglamentos, intervenir en ascensos y cuestiones de personal, de hidrografía y puertos, adquisición de buques, infraestructura y presupuesto.
Estaba integrada por el contralmirante Bartolomé Cordero, Clodomiro Urtubey, el capitán de navío Martín Guerrico, el ingeniero Guillermo White (presidente de la Comisión Administradora Local del Ferrocarril del Sur), Francisco Seeber (presidente de la Compañía Muelles y Depósitos de Las Catalinas) y Estanislao Ceballos, revistando en la secretaría el capitán de fragata Carlos María Moyano y los tenientes de fragata Eduardo Lan, Leopoldo Funes, Emilio Barilari e Hipólito Oliva.
En 1890 con el grado de teniente de navío ejerció el comando accidental del crucero Patagonia, permaneciendo estacionario en Montevideo, antes de la Revolución del Parque durante la cual se encontraba ya al mando interino del teniente de fragata Enrique Martínez Quintana, quien se plegó al movimiento y dejó la nave al mando de Ramón Lira.
Con el grado de capitán de fragata, del 15 de octubre de 1895 al 10 de agosto de 1896 permaneció al mando del acorazado de río Libertad integrando el primer año la División de Instrucción en el Atlántico Sur y pasando en el curso del siguiente a dique de carena en Montevideo.
El 13 de agosto de 1896 fue puesto al mando del crucero 25 de Mayo.
El 24 de agosto partió rumbo a Río de Janeiro regresando a la ciudad de Buenos Aires el 23 de octubre. Durante 1897 participó de maniobras en el Río de la Plata integrando la 1.º División y efectuó luego un crucero al Atlántico Sur con la Escuadra de Instrucción.
El 4 de mayo de 1898 asumió el mando del transporte Guardia Nacional, al que condujo al país arribando el 14 de julio de ese año.
Comandó brevemente el crucero acorazado Garibaldi y el 9 de Julio, fondeado en Punta Piedras.
Fue Jefe de la 3.º Región Naval y de la Comisión en Europa para la Construcción de Destroyers y ejerció la Comandancia de la Base Naval de Puerto Belgrano. Recibió la medalla de plata por la campaña de la Patagonia y el Río Negro.
Pasó a retiro el 8 de septiembre de 1915 con el grado de vicealmirante. Falleció el 4 de agosto de 1943.